# Silent Bible
Silent Bible – dwudziesty drugi singel japońskiej piosenkarki Nany Mizuki, wydany 10 lutego 2010. Utwór tytułowy zostały wykorzystany jako opening gry Magical Girl Lyrical Nanoha A’s Portable: The Battle of Aces na PSP, a utwór UNCHAIN∞WORLD użyto jako opening gry Super Robot Taisen OG Saga: Endless Frontier EXCEED na konsolę Nintendo DS. Singel osiągnął 3 pozycję w rankingu Oricon i pozostał na liście przez 12 tygodni, sprzedał się w nakładzie 72 062 egzemplarzy.

## Lista utworów
| Nr | Tytuł           | Słowa                       | Kompozycja        | Aranżacja       | Czas |
| -- | --------------- | --------------------------- | ----------------- | --------------- | ---- |
| 1. | „Silent Bible”  | Nana Mizuki                 | Haruki Mori       | Daisuke Kikuta  | 4:09 |
| 2. | „Polaris”       | Yumi Moriguchi, Shin Furuya | Yumi Moriguchi    | Jun Suyama      | 4:23 |
| 3. | „UNCHAIN∞WORLD” | Hibiki                      | Noriyasu Agematsu | Masato Nakayama | 4:25 |
| 4. | „undercover”    | Shōko Fujibayashi           | Shin'ya Saitō     | Shin'ya Saitō   | 4:16 |

## Notowania
| Lista                        | Pozycja |
| ---------------------------- | ------- |
| Oricon Weekly Singles Chart  | 3       |
| Oricon Monthly Singles Chart | 7       |
| Oricon Yearly Singles Chart  | 97      |
| Billboard Japan Hot 100      | 5       |
| Billboard Hot Singles Sales  | 3       |
| Music Station                | 3       |